# モーガンの幸運の鷲
| サブスタブ | この項目は、まだ閲覧者の調べものの参照としては役立たない、書きかけの項目です。この項目を加筆・訂正などしてくださる協力者を求めています。このテンプレートは分野別のサブスタブテンプレートやスタブテンプレート（Wikipedia:分野別のスタブテンプレート参照）に変更することが望まれています。 |

モーガンの幸運の鷲（モーガンのこううんのわし）とは、樽屋雅徳作曲の吹奏楽曲である。
- 作曲者:樽屋雅徳
- 編成:吹奏楽小編成
- 演奏時間:約6分35秒
- グレード:3
- 出版:フォスターミュージック
- 発売日:2024年1月10日

この曲は、捕鯨船「チャールズ・W・モーガン号（英語版）」がモチーフとなっている。
この船は、約80年の間に37回もの航海で一度も海難事故に遭わなかったことから「幸運の船」として知られている。
作中では、その幸運の逸話や、捕鯨船の過酷な航海、海洋の力強さが表現されている。
♩=88
♩=144
♩=76
G♩=60
H♩=69
I♩=72
J♩=80
M♩=144